# Lithothamnion ectocarpon
Lithothamnion ectocarpon Foslie  é o nome botânico  de uma espécie de algas vermelhas  pluricelulares do gênero Lithothamnion, subfamília Melobesioideae.
- São algas marinhas encontradas nas Ilhas Canárias.

## Sinonímia
- Não apresenta sinônimos.